# Maro
Maro – imię męskie pochodzenia łacińskiego oznaczające urzędnika municypalnego. Przekształciło się ono z czasem w cognomen, które nosił na przykład Publiusz Wergilusz Maro. 
Z kolei występujące w Azji Mniejszej imię Maro, od którego wzięła swą nazwę wspólnota chrześcijańska maronitów, wywodzi się z języka syryjskiego (aramejskiego) i oznacza "świętego" w pojęciu chrześcijańskim.
Istnieje trzech świętych o tym imieniu.
Maro imieniny obchodzi 14 lutego i 15 kwietnia.
Forma oboczna: Maron